# Nederlandse kampioenschappen polsstokverspringen
De Nederlandse kampioenschappen polsstokverspringen zijn de nationale kampioenschappen van het polsstokverspringen. Ze worden georganiseerd onder auspiciën van de Polsstokbond Holland (PBH).

## Landskampioenen

### Heren
| - 1972 Roel Bokke Span (15,44) - 1973 Evert Wilstra (15,79) - 1974 Rob Klootwijk (15,82) - 1975 Roel Bokke Span (16,03) - 1976 Evert Wilstra (16,25) - 1977 Douwe Bult (16,95) - 1978 Jaap den Boer (17,66) - 1979 Aart de With (18,28) - 1980 Aart de With (17,93) - 1981 Aart de With (18,04) - 1982 Aart de With (18,29) - 1983 Catharinus Hoekstra (18,14) - 1984 Gerhard Vlieger (17,84) - 1985 Aart de With (18,08) - 1986 Aart de With (18,85) - 1987 Aart de With (18,88) - 1988 Aart de With (17,50) | - 1989 Aart de With (18,45) - 1990 Aart de With (18,26) - 1991 Aart de With (19,42) - 1992 Bjinse Wolters (17,99) - 1993 Rimmer Abma (18,28) - 1994 Aart de With (17,89) - 1995 Bjinse Wolters (17,67) - 1996 Bjinse Wolters (18,41) - 1997 Marcel Nijboer (17,94) - 1998 Rimmer Abma (18,33) - 1999 Aart de With (18,41) - 2000 Marcel Nijboer (17,95) - 2001 Erik Bos (17,80) - 2002 Rients van der Wal (18,40) - 2003 Bart Helmholt (18,30) - 2004 Pieter Verweij (18,00) - 2005 Erik Bos (18,73) | - 2006 Bart Helmholt (19,17) - 2007 Bart Helmholt (20,17) - 2008 Bart Helmholt (20,14) - 2009 Bart Helmholt (20,99) - 2010 Jaco de Groot (19,80) - 2011 Bart Helmholt (21,51) - 2012 Oane Galama (20,63) - 2013 Thewis Hobma (20,45) - 2014 Nard Brandsma (20,91) - 2015 Jaco de Groot (20,25) - 2016 Bart Helmholt (20,41) - 2017 Jaco de Groot (21,57) - 2018 Oane Galama (21,40) - 2019 Rian Baas (21,27) - 2020 Rian Baas (21,10) - 2021 Wouter van Midden (21,42) - 2022 Jaco de Groot (21,19) |

### Dames
| - 1972 Jikke de Vries-de Jong (10,77) - 1973 Jikke de Vries-de Jong (11,32) - 1974 Wil van de Berg (11,95) - 1975 Wil van de Berg (12,13) - 1976 Wil van de Berg (12,23) - 1977 Marjan Duurkoop-de Groot (12,37) - 1978 Wil van de Berg (13,34) - 1979 Marjan Duurkoop-de Groot (12,94) - 1980 Marjan Duurkoop-de Groot (13,16) - 1981 Tinneke Vlieger (13,21) - 1982 Tinneke Vlieger (14,70) - 1983 Wil van de Berg (13,36) - 1984 Marjan Duurkoop-de Groot (13,96) - 1985 Marjan Duurkoop-de Groot (13,14) - 1986 Arja Helmes (13,58) - 1987 Etty Kramer-Spriensma (14,36) - 1988 Etty Kramer-Spriensma (13,51) | - 1989 Tinneke Vlieger (14,20) - 1990 Tinneke Vlieger (14,28) - 1991 Tinneke Vlieger (13,93) - 1992 Etty Kramer-Spriensma (14,30) - 1993 Ada Valkema (13,31) - 1994 Antke van der Wal (14,11) - 1995 Jantina de Vreeze (13,72) - 1996 Jantina de Vreeze (14,36) - 1997 Marja Tigchelaar (13,71) - 1998 Antke van der Wal (13,34) - 1999 Sjoukje Tjalma (13,92) - 2000 Johanna Tinga (14,40) - 2001 Jantina de Vreeze (14,06) - 2002 Jantina de Vreeze (14,22) - 2003 Sjoukje Tjalma (14,85) - 2004 Sjoukje Tjalma (14,34) - 2005 Liesbeth de With (14,40) | - 2006 Wendy Helmes (15,07) - 2007 Anna Jet Leyenaar (15,16) - 2008 Liesbeth de With (14,76) - 2009 Anna Jet Leyenaar (16,05) - 2010 Hiske Galama (15,77) - 2011 Dymphie van Rooijen (15,50) - 2012 Dymphie van Rooijen (15,61) - 2013 Hilianne van der Wal (15,91) - 2014 Dymphie van Rooijen (15,67) - 2015 Klaske Nauta (16,31) - 2016 Dymphie van Rooijen (15,35) - 2017 Fabiënne Overbeek (16,05) - 2018 Dymphie Baas (16,11) - 2019 Wendy Helmes (16,43) - 2020 Sigrid Bokma (17,08) - 2021 Marrit van der Wal (16,31) - 2022 Tessa Kramer (16,67) - 2023 Fabiënne Overbeek (15.68) - 2024 Tessa Kramer (16.91) |